# Franziska Maria Beck

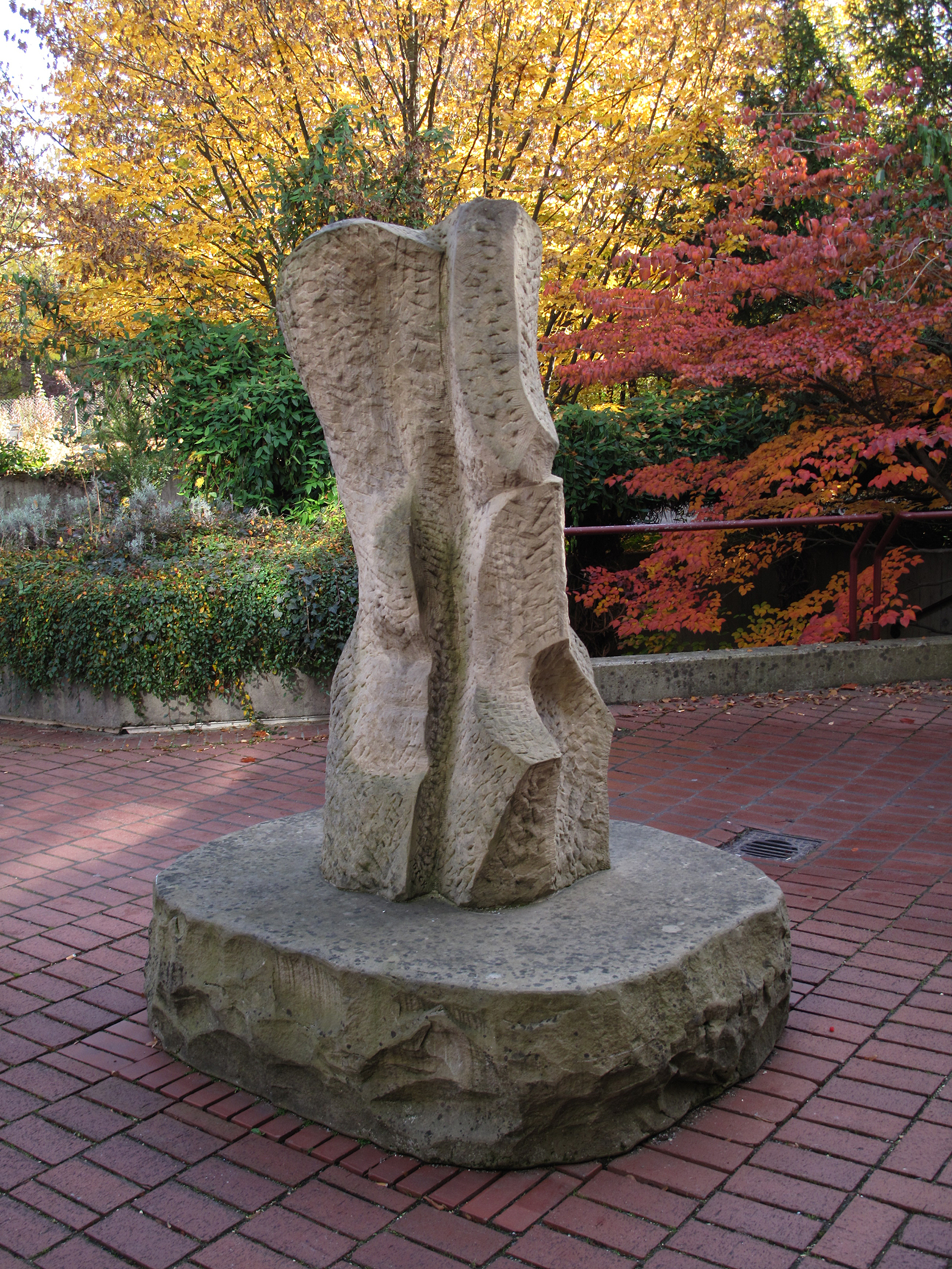
"Gefangen" von Beck (1987) an der Filderhalle in Leinfelden

Franziska Maria Beck (eigentlich Franziska Maria Bachofner-Steinhorst) (* 9. Dezember 1956 in Stuttgart) ist eine deutsch-schweizerische Bildhauerin.

## Leben
Franziska Maria Beck war Mitglied der Künstlergruppe Projekt Querschnitt, die von 1989 bis 1992 eine internationale Ausstellungstätigkeit verfolgte.
Die ausgebildete Steinbildhauerin erfüllte später Lehrtätigkeiten an der Volkshochschule Filderstadt und der freien Schule für Gestaltung Olten. Sie belegte Weiterbildungen an der Sommerakademie Innsbruck sowie der Schule für Gestaltung Bern in Aktzeichnen und Modellieren. 2006 gründete sie das F+F Bildhaueratelier in Safnern. Sie ist Mitglied von Visarte Schweiz und dem Stuttgarter Künstlerbund.
Beck lebt und arbeitet in Lengnau und Safnern bei Biel BE.

## Werk
Die freie bildhauerische Arbeit von Beck zeichnet sich oftmals durch amorphe, organisch wirkende Steinplastiken aus, die einen Kontrast zwischen dem eigentlich harten Material und der weichen Anmutung des bearbeiteten Steins aufweisen. Beck hat ebenso eine grössere Anzahl von Aufträgen für Kunst im öffentlichen Raum erfüllt.

## Werke im öffentlichen Raum (Auswahl)
- 2016 Kunst am Bau, OSZ, Orpund
- 2015 Kreiselskulptur, Büren an der Aare
- 2008 Trophäen, 7-teilige Wandarbeit, Kunstsammlung Stadt Biel
- 1992 Skulptur, Stadtpark, Oberaichen
- 1990 Skulptur, Filderhallen, Stadt Leinfelden

## Ausstellungen (Auswahl)
- 2024, Kunstsammlung Unterseen (zusammen mit Max Hess)
- 2019, 2015, 2012, Joli mois de Mai, Voirie, Biel
- 2018 d!ngkult, Tharad, Derendingen
- 2017, 2016, 2011 Cantonale Berne Jura, Moutier
- 2011, Pas à Pas, Skulpturen in Bellelay
- 1992, Querschnitt ist tot – es lebe der Querschnitt, mit Stefan Haenni, Peter Wüthrich, Dominik Stauch, Lorenz Spring, Daniel Hausig, Edy Fink, Erich Oetterli Kunstmuseum Thun
- 1991, Querschnitt, Junge Künstler aus dem Kanton Bern, Kunsthalle Erfurt